# 오미야촌 (돗토리현)
오미야촌(大宮村)은 돗토리현 히노군에 있던 촌이다. 현재의 니치난정의 일부에 해당한다.

## 역사
- 1889년 10월 1일 - 정촌제 시행에 의해 히노군 야마가미촌이 성립하였다.
- 1955년 6월 30일 - 히노군 오미야촌과 합병해 다카미야촌이 신설하여 폐지되었다.

## 참고문헌
- 衆議院事務局編『衆議院議員略歴 第1回乃至第19回』衆議院事務局、1936年。
- 『角川日本地名大辞典 31 鳥取県』。
- 『市町村名変遷辞典』東京堂出版、1990年。